# United Ploiesti
El United Ploiesti fue un equipo de fútbol de Rumania que alguna vez jugó en la Liga I, la primera división de fútbol en el país.

## Historia
Fue fundado en el año 1909 en la ciudad de Ploiesti por un grupo de empresarios estadounidenses y holandeses dedicados al negocio petrolero, y su primer presidente fue Jacob Koppes.
En la temporada 1911/12 el club gana el título de la Liga I y la Copa de Rumania. Más tarde gana la Cupa Hans Herzog en el año 1912.
El club desaparece en el año 1913 porque los jugadores extranjeros abandonan al equipo justo antes de que la Primera Guerra Mundial iniciara, mientras que los que quedaron crearon a los equipos Româno-Americană București y Prahova Ploiești.

## Palmarés
- Liga I (1): 1911–12
- Copa de Rumania (1): 1911-12
- Cupa Hans Herzog (1): 1912